# Etnomiriapodologia
A etnomiriapodologia é o ramo da ciência que estuda as percepções, concepções, cognições e as relações e inter-relações entre humanos/miriápodes. Este termo foi proposto na literatura científica pelo ecólogo Dr. Eraldo Medeiros Costa-Neto.. Estudos recentes têm enfocado a percepção de determinados grupos humanos acerca de embuás, que na maioria das vezes são classificados, no conhecimento empirico, como "insetos" que causam repulsa aos seres humanos.